# Fred Roos
Frederick Ried (Fred) Roos (Santa Monica (Californië), 22 mei 1934 – Beverly Hills (Californië), 18 mei 2024) was een Amerikaans filmproducent.
Roos studeerde aan de UCLA. Hij regisseerde documentaires voor de Armed Forces Network. In Hollywood werkte hij als filmproducent en impresario. Tussen 1966 en 1968 was hij een producent van de televisieserie The Andy Griffith Show. Hij was tevens verantwoordelijk voor de audities van The Godfather van Francis Ford Coppola uit 1972. Sinds The Godfather was hij betrokken bij de productie van alle films van Francis Ford Coppola en zijn dochter Sofia Coppola. In 1975 won hij de Oscar voor beste film voor de productie van The Godfather II, in 1980 werd hij opnieuw genomineerd voor Apocalypse Now. 
In 1974 was hij de co-producent van het trendsettende meesterwerk The Conversation, de doorbraak van Harrison Ford, met Gene Hackman in een glansrol en een inspiratiebron voor tal van topregisseurs.  
Roos overleed op 18 mei 2024, vier dagen voordat hij 90 zou worden.